# Élections départementales sénégalaises de 2022
Les élections départementales sénégalaises de 2022 ont lieu le 23 janvier 2022 afin de renouveler les membres des conseils des 45 départements du Sénégal. Des élections municipales sont organisées le même jour.
Initialement prévues pour le 23 juin 2019,, les élections sont reportées à de multiples reprises en raison d'une réforme du code électoral sur laquelle le gouvernement et l'opposition ne parviennent pas à s'entendre pendant plus d'un an. La question des conditions d'inéligibilité des candidats fait en effet polémique, celles ci excluant l'ancien maire de Dakar Khalifa Sall, condamné à cinq ans de prison pour escroquerie, et de Karim Wade, fils de l’ancien président Abdoulaye Wade, condamné pour enrichissement illicite en 2015. Les deux hommes bénéficient en 2022 d’une grâce présidentielle, mais ne peuvent pas jouir de leurs droits civiques. Le montant de la caution versée par les candidats constitue également un point de litige lors des négociations, avant d'être finalement fixée à quinze millions de franc CFA.
Les élections sont finalement convoquées le 15 octobre 2021 pour le 23 janvier de l'année suivante,.